# Турткуль
Туртку́ль (узб. Toʻrtkoʻl / Тўрткўл, каракалп. Tórtkúl / Төрткүл) — город в Каракалпакстане (Узбекистан), административный центр Турткульского района. Расположен на правобережье реки Амударьи. Население составляет 66 365 человек (01.01.2023).

## История
В 20 августа 1873 году с переходом правого берега Амударьи от Хивинского ханства к России на месте хивинской крепости Турткуль был образован город Петроалександровск (первоначально — укрепление Петро-Александровское) в составе Сыр-Дарьинской области Российской империи.
Укрепление Петро-Александровское стало резиденцией начальника Амударьинского отдела Туркестанского военного округа, который находился в переписке с хивинским ханом по таким вопросам, как запрещение производства водки на хивинской стороне Амударьи и её контрабандной поставки на русскую сторону, а также розыск и наказание воров, пересекающих реку для кражи скота.
В 1913 году он был оснащен телеграфом, а в 1922 году - радиостанцией; станция начала регулярные трансляции в 1930 году. В городе также были школа, аптека, больница, почта, дом офицеров, типография, пивной завод, завод по производству мыла, мельница, завод по очистке хлопка.
Общая площадь города было 300 гектара.
В 1918 году 24 ноября Джунаид-хан осадил Петро-Александровск. Осада длилась 11 дней. После прибытии из Чарджуя порохода "Верний" с военными и контрнаступление защитников отряды Джунаид-хана в панике отступили в сторону Шаббаза.
В 1932 году город был переименован в Турткуль  и с 1932 по 1939 год был столицей новообразованной автономной республики Каракалпакстан.
Город стоял рядом с крупной рекой Амударья, которая известна тем, что за свою историю несколько раз значительно меняла направление своего течения. В 1932 году Амударья в очередной раз изменила свой рельеф и затопила Турткуль. Этот и прошлый ущерб, нанесенный Амударьей, побудили власти перенести столицу Каракалпакстана более чем на 170 км в Нукус в 1939 году. Берега реки были укреплены, что остановило дальнейшее наводнение. Однако в 1942 году река внезапно хлынула на Турткуль, разрушив его за одну ночь. Следовательно, в 1949 году Турткуль был перенесен.
Есть вероятность, что в древности жители города Канка по реке Жанадарья люди приплыли на территории нынешного Турткульского района. Из-за этого здешний говор (узб. шева) в том числе Ханкинского района отличается от других говоров Хорезмского народа.
| Год  | человек | ±%     |
| ---- | ------- | ------ |
| 1959 | 10,500  | —      |
| 1970 | 18,300  | +5.18% |
| 1975 | 22,000  | +3.75% |
| 1990 | 40,000  | +4.07% |
| 1995 | 45,000  | +2.38% |
| 2000 | 48,600  | +1.55% |
| 2016 | 58,200  | +1.13% |

## Герб
Герб уездного города Петроалександровска утверждён 21 апреля 1909 года вместе с другими гербами Сыр-Дарьинской области.
«В червлёном щите на чёрной земле серебряная крепостная стена с 3 башнями и отверстыми воротами, сопровождаемая вверху 3 кистями винограда. В вольной части герб Сыр-Дарьинской области».
Щит окружён золотыми виноградными ветками, перевязанными Александровской лентой, и увенчан серебряной стенчатой короной.

## Социально-экономическое положение
В настоящее время Турткуль — один из крупных городов Каракалпакстана. В нём имеется своё телевидение (TTV). Аэропорт работал до 2000 года. В основном авиарейсы осуществлялись внутри Узбекистана (по маршруту Ташкент-Турткуль-Ташкент).
В 1996 году построена железнодорожная станция "Туртгуль". До этого времени жд перевозки проводились через территорию Туркменистана и через Хорезм. 
Летом 2010 года был открыт большой продуктово-вещевой рынок.
В городе есть фабрика по переработке хлопка, "Турткультекстиль", завод железобетонных изделий, асфальтобетонный завод.

## Известные уроженцы
- Худайшукуров, Атаджан (каракалп. Atajan Xudayshukurov; узб. Otajon Xudoyshukurov) – узбекский певец народных песен, музыкант, поэт, композитор и актёр. Заслуженный артист Каракалпакстана (1967), Народный артист Каракалпакстана (1969)

- Рахманов, Султан Сабурович (каракалп. Sulton Saburovich Raxmanov; узб. Sulton Sabur oʻgʻli Raxmanov) – советский тяжелоатлет, чемпион Европы, чемпион мира, олимпийский чемпион. Заслуженный мастер спорта СССР (1979).

- Юсупова, Тути (долгожительница) (узб. To‘ti Yusupova); 1 июля 1880; Петроалександровск[источник не указан 1292 дня], Сырдарьинская область, Российская империя — 28 марта 2015, Турткуль, Узбекистан) — гражданка Узбекистана, каракалпачка по национальности. В Узбекистане считается самой старой из долгожителей. Это утверждение основывается на дате, указанной в её свидетельстве о рождении и паспорте. Других данных, подтверждающих её возраст, нет.

## Климат
Турткуль имеет холодный пустынный климат. Климат континентальный, засушливый и жаркий. Самый холодный месяц - январь со средней температурой -25 °C, а самый жаркий месяц - июль со средней температурой 45 °C. Среднегодовая температура составляет 12,4 °C. Годовое количество осадков составляет 97 мм; наибольшее количество осадков выпадает в марте - около 20 мм, а в период с июля по сентябрь оно почти равно нулю. Испарение превышает количество осадков в среднем в 36 раз, а иногда и в 270 раз.

## Образование
В Турткульском районе было 5 колледжей и академический лицей:
1. Турткульский банковский колледж,
2. Турткульский индустриально-педагогический колледж,
3. Турткульский медицинский колледж,
4. Турткульский сельскохозяйственный колледж,
5. Турткульский промышленно-транспортный колледж,
6. Турткульский академический лицей.

Уже в 2021 году колледжи переименовались в специальные школы.
На месте Турткульского банковского колледжа открылся Турткульский филиал Ташкентского Экономического Университета.
На месте Турткульского сельскохозяйственного колледжа открылся Турткульский филиал Ташкентского Университета Гуманитарных наук .
На месте Турткульского академического лицея открылся Специализированная школа Турткульского района.

## Достопримечательности
В Турткуле и его окрестностях находятся несколько исторических и культурных объектов:
Памятник героям Второй мировой войны и памятник умершим в Афганской войне.
Мечеть - расположена в городе. Рядом с мечетью открыли рынок.
Парк культуры и отдыха "Ёшлик" - популярное место отдыха для горожан и гостей города.